# Homeomorfizm grafów
Homeomorfizm grafów – relacja równoważności w zbiorze grafów, wiążąca grafy jednokształtne.
Dwa grafy {\displaystyle G_{1}} i {\displaystyle G_{2}} są homeomorficzne jeśli można je otrzymać z pewnego grafu {\displaystyle G} poprzez skończoną sekwencję operacji elementarnego podpodziału. Pojedyncza operacja elementarnego podpodziału dla krawędzi {\displaystyle e=\{u,v\}}
|  |

polega na dodaniu do zbioru wierzchołków grafu nowego wierzchołka {\displaystyle w,} dodaniu do zbioru krawędzi {\displaystyle \{u,w\}} i {\displaystyle \{w,v\}} oraz usunięcie krawędzi {\displaystyle \{u,v\},} w wyniku czego otrzymujemy:
|  |

Inaczej: Dwa grafy {\displaystyle G_{1}} i {\displaystyle G_{2}} są homeomorficzne, jeśli można je oba otrzymać z pewnego grafu {\displaystyle G} przez zastępowanie krawędzi grafu łańcuchami prostymi.